# Satyrus quadripupillata
Satyrus quadripupillata är en fjärilsart som beskrevs av Ramon Agenjo Cecilia 1963. Satyrus quadripupillata ingår i släktet Satyrus och familjen praktfjärilar. Inga underarter finns listade.